# Grietas
Grietas es el cuarto disco de estudio de la banda de rock argentina Cielo Razzo, grabado en los estudios Panda, de Buenos Aires, y El Dorado, de Rosario.

## Arte de tapa
La tapa simula ser la vista de una ventana con un golpe en el vidrio desde donde se desprenden varias grietas; se puede observar el cielo en un color verdoso y de primer plano se evidencia una fábrica como símbolo del "progreso del hombre", lo que trae aparejado consigo problemas de contaminación ambiental.
Arriba en el centro se puede ver el característico logo de la banda en color negro.

## Lista de temas
1. "De caer" - 5:49
2. "Algen" - 3:45
3. "Resto" - 4:02
4. "Satiretalised" - 3:37
5. "Santos" - 4:21
6. "Barek" - 3:55
7. "El huracán" - 4:06
8. "Belicosis" - 3:42
9. "H" - 3:13
10. "Televicio" - 2:57
11. "Tu fricción" - 3:43
12. "Sistema" - 5:03
13. "La cuna del sol" - 3:57

## Músicos
- Pablo Pino: Voz y coros.
- Diego Almirón: Guitarras y coros.
- Fernando Aime: Guitarras
- Cristian Narváez: Bajo
- Javier Robledo: Batería y coros
- Juan Pablo Bruno: Percusión

## Músicos invitados
- Marcelo Vizarri: Teclados y sintetizadores.